# Hey!大家好嗎?
Hey！大家好嗎？（Hey）是日本二人組合近畿小子的第13張單曲。於2001年11月14日由傑尼斯娛樂唱片公司發行。

## 解說
本單曲是2001年的第3張單曲。起用了真心兄弟的倉持陽一 (YO-KING)作曲作詞，與上張單曲作了180度的明顯改變，是一首開朗的流行樂曲。不過首批銷量卻比上張單曲下回了5萬張以上，銷量上並沒有作大量增長。
自本單曲開始以後的單曲，都會同時把收錄內容不相同的初回版及通常版同時發售。本單曲只有在初回版收錄了堂本剛的獨唱歌曲，通常版並沒有收錄。同時，由於本單曲是堂本剛主演的連續劇主題曲，可說是刺激銷量的其中一個因素。而且初回版連加送的一首歌曲在內共收錄了5首歌曲，而過去單曲中收錄曲數最多的一張單曲。
音樂錄影帶方面亦以一個故事形式拍攝，雖沒有在CD內收錄，但音樂錄音帶中收錄了與該故事相關的音效及對白。從這支音樂錄影帶的傾向，可以看到隨後亦有好幾首歌曲同樣以一些開朗的概念為中心。
而B面歌曲是由KinKi Kids二人自己擔當作曲作詞的（台譯：愛的聚合物；港譯：愛的凝聚）。被首為單曲收錄曲的自己創作曲，就是自2000年「越來越喜歡　越來越愛／KinKi充滿幹勁之歌」後的第一次。那個時候同樣是由剛作詞，光一作曲。這是一首在他們自己創作的歌曲中，贏取了廣大歌迷們人氣，及高知名度的單曲B面歌曲，甚至在小傑尼斯之間也相當受歡迎，曾獲選小傑尼斯私下唱KTV最愛歌曲第一名。
在『新堂本兄弟』中以曾以Kinki Kids的c/w名曲來介紹這首歌曲。另外，據說光一在歌曲的完成上也是稍為延遲了點。可能正因以上的背景，這是唯一一首c/w歌能夠收錄在後期的第二張單曲精選專輯「KinKi Single Selection II」。而在下一年出售的年度專輯『F album』中則以抒情版本收錄。作曲的光一亦曾在自己舞台劇『SHOCK』作獨唱版本。由於歌曲亦曾被用作廣告歌，所以亦是讓人熟識的其中一個原因。歌迷們大多以稱為。
至於剛的獨唱歌『請抬頭看夜裡的星』則是翻唱坂本九發表的大受歡迎歌曲，現在還有不少歌手不時翻唱這首作品。由於是獨唱的關係，嚴格來說算不上是KinKi Kids名義上的作品，但這是KinKi Kids的單曲裡唯一一首翻唱歌曲。與A面歌曲一樣，此曲曾在剛主演的連續劇中出現過，以抒情吉他為主曲調。

## 名稱
- 日語原名：
- 中文意思：嘻！大家好嗎？
- 香港正東譯名：Hey！大家好嗎？
- 台灣艾迴譯名：Hey！大家好嗎？

## 收錄歌曲

### 初回版收錄歌曲
1. Hey！大家好嗎？（Hey！みんな元気かい？）
  - ※堂本剛參與演出的東京放送連續劇『學校教師』主題曲。
  - 作曲：YO-KING
  - 作詞：YO-KING
  - 編曲：F.L.P.
2. 愛的聚合物（愛のかたまり）
  - ※KinKi Kids參與演出的森永製果廣告『Dars』主題曲。
  - 作曲：堂本光一
  - 作詞：堂本剛
  - 編曲：吉田建
3. Hey！大家好嗎？ (Instrumental)
  - 作曲：YO-KING
  - 編曲：F.L.P.
4. 愛的聚合物 (Instrumental)
  - 作曲：堂本光一
  - 編曲：吉田建
5. 請抬頭看夜裡的星（見上げてごらん夜の星を）
  - 堂本剛獨唱，翻唱坂本九的同名作品。
  - 作曲：Izumi Taku
  - 作詞：永六輔
  - 編曲：林部直樹

### 通常版收錄歌曲
1. Hey！大家好嗎？
2. 愛的聚合物
3. Hey！大家好嗎？ (Instrumental)
4. 愛的聚合物 (Instrumental)